# Sir Garfield Sobers Trophy
Il Sir Garfield Sobers Trophy è un premio individuale consegnato dall'International Cricket Council al giocatore che viene ritenuto il migliore dell'anno. Il trofeo prende il nome dal celebre giocatore Garfield Sobers, considerato tra i migliori giocatori del mondo.

## Trofeo
Il trofeo è realizzato dall'azienda Swarovski e raffigura una palla da cricket in cristallo rosso tempestata di 4200 cristalli, poggiata su una base dorata a forma di avambraccio.

## Selezione
Il periodo preso in esame per la consegna del premio è quello dal 1 agosto al 31 luglio dell'anno seguente. La federazione nomina una commissione specifica che è incaricata di redigere la lista dei finalisti del premio. Questa lista viene inviata ai 56 delegati votanti (50 nel 2004) che eleggono il giocatore ritenuto il migliore del mondo nel periodo considerato. In caso di pareggio il premio viene condiviso, questa ipotesi si è verificata finora solo in occasione del premio del 2005. I 56 elettori comprendono i 10 capitani delle 10 nazionali full members, 18 arbitri dell'ICC e 28 tra ex giocatori e giornalisti sportivi.

## Vincitori
| Anno | Vincitore                      | Nominati                                                                       |
| ---- | ------------------------------ | ------------------------------------------------------------------------------ |
| 2004 | Rahul Dravid                   | Andrew Flintoff Jacques Kallis Ricky Ponting Muttiah Muralitharan              |
| 2005 | Jacques Kallis Andrew Flintoff | Glenn McGrath Adam Gilchrist Shane Warne Inzamam-ul-Haq                        |
| 2006 | Ricky Ponting                  | Mohammed Yousuf Kevin Pietersen Muttiah Muralitharan                           |
| 2007 | Ricky Ponting                  | Mohammed Yousuf Shivnarine Chanderpaul Mahela Jayawardene                      |
| 2008 | Shivnarine Chanderpaul         | Dale Steyn Mahela Jayawardene Jacques Kallis                                   |
| 2009 | Mitchell Johnson               | Gautam Gambhir Thilan Samaraweera Andrew Strauss                               |
| 2010 | Sachin Tendulkar               | Virender Sehwag Hashim Amla Dale Steyn                                         |
| 2011 | Jonathan Trott                 | Hashim Amla Alastair Cook Sachin Tendulkar                                     |
| 2012 | Kumar Sangakkara               | Hashim Amla Michael Clarke Vernon Philander                                    |
| 2013 | Michael Clarke                 | Hashim Amla James Anderson Alastair Cook Mahendra Singh Dhoni Kumar Sangakkara |
| 2014 | Mitchell Johnson               | AB de Villiers Angelo Mathews Kumar Sangakkara                                 |
| 2015 | Steve Smith                    | -                                                                              |
| 2016 | Ravichandran Ashwin            | -                                                                              |
| 2017 | Virat Kohli                    | -                                                                              |
| 2018 | Virat Kohli                    | -                                                                              |
| 2019 | Ben Stokes                     | -                                                                              |
| 2020 | Non assegnato                  | -                                                                              |
| 2021 | Shaheen Afridi                 | Joe Root Mohammad Rizwan Kane Williamson                                       |
| 2021 | Babar Azam                     | Ben Stokes Sikandar Raza Tim Southee                                           |